# Otto Hesse
Ludwig Otto Hesse (født 22. april 1811 i Königsberg, død 4. august 1874 i München) var en tysk matematiker.
Hesse studerede i sin hjemby Königsberg ved Carl Gustav Jakob Jacobi og habiliterede sig her i 1840. Han var i en periode fysik- og kemilærer og gennem længere tid privatdozent, til han ansattes i Heidelberg i 1856 og 12 år senere i München.
Hesse beskæftigede sig hovedsageligt med analytisk geometri og determinanter. Han har lagt navn til Hessematricen.